# Reino de Karangasem
El Reino de Karangasem  (balinés: ᬓᬭᬗᬲᭂᬫ᭄, romanización: Krajaan Karaṅasĕm, en indonesio: Kerajaan Karangasem) fue un reino hindú que se estableció en el año 1600 del lado de Bali. Durante su apogeo, este reino tenía un vasto territorio hasta la isla de Lombok. Después de perder la guerra con los Países Bajos en 1894, Karangasem quedó bajo el control del gobierno de las Indias Orientales Holandesas. Después de la independencia de la República de Indonesia, Karangasem se convirtió en el distrito de nivel II de Karangasem bajo el gobierno provincial de Bali.

## Origen de su nombre
El nombre Karangasem en realidad proviene de la palabra Karang Semadi. Varios registros que contienen los orígenes del nombre Karangasem son los expresados en la inscripción Sading C encontrada en Geria Mandara, Munggu, Badung. Se reveló además que el Monte Lempuyang, al noreste de Amlapura, originalmente se llamaba Adri Karang, que significa Monte Coral.
La inscripción nos dice que en 1072 Saka , el día 12 de la luna semibrillante , Wuku Julungwangi en el mes de Cetra, Bathara Guru ordenó a uno de sus hijos, Sri Maharaja Jayasakti o Hyang Agnijaya, que bajara a Bali. La tarea realizada tal como se cita en la inscripción dice " ...gumawyeana Dharma rikang Adri Karang maka kerahayuan ing Jagat Bangsul... ", que significa "venir a Adri Karang para construir un templo (Dharma) que proporcione seguridad interior y exterior a la Isla de los Dioses".
Se dice que Hyang Agnijaya se reunió con sus hermanos, a saber, Sambhu, Brahma, Indra y Vishnu en Adri Karang (monte Lempuyang al noreste de la ciudad de Amlapura). El monte Lempuyang fue elegido por Bathara Guru como lugar para difundir su amor por la salvación de la humanidad.
En la investigación de la historia de la existencia del templo, Lempuyang se asocia con las palabras lámpara , que significa elegido, y Hyang, que significa Dios (Bathara Guru, Hyang Parameswara). Fue en Adri Karang donde Hyang Agnijaya hizo del templo Lempuyang Luhur un lugar para la meditación (Karang Semadi). Poco a poco, el nombre Karang Semadi cambió a Karangasem.

## Historia

### Establecimiento del Reino Karangasem
En los siglos XVI al XVII, Karangasem estuvo bajo el gobierno del reino Gelgel, con su rey I Dewa Karangamla, que tenía su base en Selagumi (Balepunduk). I Dewa Karangamla se casó con la viuda de I Gusti Arya Batanjeruk, el gobernador real que protagonizó una rebelión y fue asesinado en la aldea de Bungaya, con la condición de que después de su segundo matrimonio, la viuda de los hijos de Batanjeruk sería la gobernante. Se aceptaron estas condiciones y luego la familia de I Dewa Karangamla se mudó de Selagumi a Batuaya. I Dewa Karangamla también tuvo un hijo de otra esposa llamado I Dewa Gde Batuaya. La entrega del poder al hijo de la viuda de Batanjeruk marcó el comienzo de la fundación del Reino Karangasem que estuvo en manos de la dinastía Batanjeruk.

### Conquista de Buleleng y Lombok y conquista de Karangasem por los holandeses
Después de la muerte del rey I Gusti Anglurah Ketut Karangasem, el gobierno del Reino de Karangasem estuvo a cargo de I Gusti Gede Karangasem (Dewata en Tohpati) entre 1801 y 1806. En ese momento, el territorio del Reino Karangasem se estaba haciendo más grande, expandiendo su poder a Buleleng y Jembrana. Después de su muerte, I Gusti Gede Ngurah Karangasem fue sucedido por su hijo, I Gusti Lanang Peguyangan, también conocido como I Gusti Gede Lanang Karangasem. La victoria del Reino Buleleng contra el poder del Reino Karangasem provocó que el rey de Karangasem, I Gusti Lanang Peguyangan, se hiciera a un lado y en ese momento el Reino Karangasem volvió a estar controlado por el rey de Buleleng, I Dewa Pahang. Finalmente, I Gusti Lanang Peguyangan recuperó el poder. La rebelión de un vasallo real llamado I Gusti Bagus Karang en 1827 logró derrocar a I Gusti Lanang Peguyangan, por lo que huyó a Lombok, y el trono del Reino de Karangasem quedó en manos de I Gusti Bagus Karang.
Cuando I Gusti Bagus Karang murió mientras atacaba Lombok, al mismo tiempo el rey de Buleleng, I Gusti Ngurah Made Karangasem, logró conquistar Karangasem y nombró a su yerno I Gusti Gede Cotong como rey de Karangasem. Después de que I Gusti Gede Cotong fuera asesinado debido a una lucha de poder, el trono de Karangasem fue sucedido por el primo del rey de Buleleng, a saber, I Gusti Ngurah Gede Karangasem. Los grupos nobles balineses del Reino Karangasem comenzaron a controlar la parte occidental de la isla de Lombok. Uno de ellos, el grupo Bali-Mataram, logró controlar más que cualquier otro grupo balinés, e incluso llegó a controlar toda la isla en 1839. Sejak saat itu kebudayaan istana Bali juga turut berkembang di Lombok. Desde entonces, la cultura palaciega balinesa especialmente de Karangasem también se ha desarrollado en Lombok.
El 25 de agosto de 1891, el hijo del gobernante de Bali-Mataram, Anak Agung Ketut Karangasem, fue enviado, junto con 8.000 soldados, para aplastar la rebelión en Praya, que formaba parte del Reino de Selaparang. El 8 de septiembre de 1891, un segundo ejército, al mando de otro hijo, Anak Agung Made Karangasem, con una fuerza de 3.000 hombres fue enviado como tropas adicionales. Debido a que el ejército real parecía tener dificultades para lidiar con la situación, el gobernante vasallo de Karangasem, Anak Agung Gede Jelantik, pidió ayuda nuevamente para enviar 1.200 tropas de élite para reprimir la rebelión. La guerra duró mucho tiempo, de 1891 a 1894, y el ejército Bali-Mataram, más sofisticado en sus armas, equipado con dos modernos buques de guerra, Sri Mataram y Sri Cakra, logró ocupar muchas de las aldeas rebeldes y rodear la ciudad. último bastión de la resistencia de Sasak.
El 8 de noviembre de 1894, los holandeses dispararon sistemáticamente cañones contra posiciones balinesas en Cakranegara, destruyendo el palacio y matando a unos 2.000 balineses, mientras que ellos mismos perdieron 166 hombres. A finales de noviembre de 1894, los holandeses habían logrado derrotar toda la resistencia balinesa, y miles de balineses fueron asesinados, se rindieron o realizaron el ritual puputan. Lombok y Karangasem más tarde pasaron a formar parte de las Indias Orientales Holandesas y el gobierno estuvo dirigido desde Bali. Gusti Gede Jelantik fue nombrado regente por los holandeses en 1894 y gobernó hasta 1908.

### Período colonial

#### Era de la ocupación holandesa
Tras la entrada de los holandeses , también influyó en la burocracia gubernamental. En 1906 en Bali existían tres tipos de gobierno, a saber:
- Rechtstreeks bestuurd gebied (gobierno directo) cubre Buleleng, Jembrana y Lombok.
- Zelfbestuurend landschappen (autogobierno) son Badung, Tabanan, Klungkung y Bangli.
- Stedehouder (representante del gobierno holandés) es Gianyar y Karangasem.

Así, en el Reino de Karangasem, los sucesivos Stedehouder (gobernantes) fueron I Gusti Gede Jelantik en 1894-1908, y Stedehouder I Gusti Bagus Jelantik que tenía el título Anak Agung Agung Anglurah Ketut Karangasem (Dios en Maskerdam) en 1908-1950, que supervisó 21 Punggawa, a saber, Karangasem, Seraya, Bugbug, Ababi, Abang, Culik, Kubu, Tianyar, Pesedahan, Manggis, Antiga, Ulakan, Uangdem. Por Decreto del Gobernador General de las Indias Orientales Holandesas de 16 de diciembre de 1921 n.º 27 Stbl. n.º 756 de 1921, a partir del 1 de enero de 1922 , el Gouvernements Lanschap Karangasem fue abolido, transformado en una región autónoma, directamente bajo el gobierno de las Indias Orientales Holandesas, se formó el Karangasem Raad, presidido por el Regente I Gusti Bagus Jelantik, mientras que el Secretario ocupaba por el controlador Karangasem.
Como regente, I Gusti Bagus Jelantik todavía usa el título Stedehouder. El número de Punggawa, que anteriormente era de 14, se redujo nuevamente a 8, a saber: Rendang, Selat, Sidemen, Uangdem, Manggis, Karangasem, Abang, Kubu. Por Decreto del Gobernador General de las Indias Orientales Holandesas de 4 de septiembre de 1928 n.º 1, el título Stedehouder fue reemplazado por el título Anak Agung Agung Anglurah Ketut Karangasem. Por Decreto del Gobernador General de las Indias Orientales Holandesas de 30 de junio de 1938 n.º El 1 de julio de 1938 fue nombrado Zelfbestuur Karangasem (jefe de autoayuda ). Simultáneamente con la formación de Zelfbestuur Karangasem, a partir del 1 de julio de 1938, también se formaron Zelfbestuur - Zelfbestuur en todo Bali, a saber, Klungkung, Bangli, Gianyar, Badung, Tabanan, Jembrana y Buleleng, donde los gobernantes independientes (Zelfbestuur) se incorporaron al gobierno del rey. federación -el rey llamó Paruman Agung.
En la vida sociocultural, debido a la influencia de la educación obtenida en el siglo XIX, muchos jóvenes intelectuales de varias regiones de Bali fundaron asociaciones y organizaciones juveniles, religiosas y científicas. En 1925 en Singaraja se fundó una asociación que se llamó "Suryakanta" y tenía una revista que también se llamaba "Suryakanta". Suryakanta quiere que el pueblo balinés progrese en el campo del conocimiento y elimine costumbres que ya no se adaptan a los tiempos. Mientras tanto, en Karangasem nació una asociación llamada "Satya Samudaya Baudanda Bali-Lombok" cuyos miembros estaban formados por funcionarios y público en general con el objetivo de ahorrar y recaudar dinero en beneficio de los fondos de estudio.

### Período de ocupación japonesa
Después de pasar por varias batallas, las tropas japonesas desembarcaron en la playa de Sanur, Badung , los días 18 y 19 de febrero de 1942 . Desde Sanur, el ejército japonés entró en la ciudad de Denpasar sin encontrar resistencia. Luego, desde Denpasar, Japón controló todo Bali, incluido Karangasem. En primer lugar, lo que sentó las bases del poder japonés en Bali fueron las tropas del ejército japonés (Rikugun). Luego, cuando la situación se estabilizó, el control del gobierno pasó al gobierno civil. Cuando los japoneses entraron en Bali, Paruman Agung o el consejo de reyes balineses fue cambiado a Sutyo Renmei.

### El período de independencia
En 1945 tras la rendición de japonesas y la independencia de la República de Indonesia, Bali pasó a formar parte del Gobierno del Estado de Indonesia Oriental. El Estado de Indonesia Oriental se disolvió y todo su territorio se fusionó con la República de Indonesia el 17 de agosto de 1950. El gobierno autoswapraja (reino) de Bali se transformó en el Consejo de Reyes con sede en Denpasar y presidido por un rey. En octubre de 1950 , el gobierno de Karangasem Swapraja tomó la forma del Consejo de Gobierno de Karangasem, presidido por el presidente del Consejo de Gobierno Diario que estaba en manos del Jefe de Swapraja (Raja) y asistido por miembros del Consejo de Gobierno Diario.
En 1951 , el término Miembro del Consejo de Gobierno Diario se cambió a Miembro del Consejo de Gobierno de Karangasem. Con base en la Ley n.º 69 de 1958 a partir del 1 de diciembre de 1958 , las áreas de autogobierno en Bali se convirtieron en Regiones de Nivel II a nivel de distrito , incluido Karangasem.

## Lista de reyes
- Gusti Nyoman Karang (1600)[1]
- Anglurah Ketut Karang
- Anglurah Nengah Karangasem
- Anglurah Ketut Karangasem (1691-1692)
- Anglurah Made Karang
- Gusti Wayahan Karangasem (w. 1730)
- Anglurah Made Karangasem Sakti alias Bagawan Atapa Rare (1730-1775)
- Gusti Gede Ngurah Karangasem (1775–1806)
- Gusti Gede Ngurah Lanang (periode pertama, 1806–1822)
- Gusti Gede Ngurah Pahang (1822)
- Gusti Gede Ngurah Lanang (periode ke dua, 1822-1828)
- Gusti Bagus Karang (1828–1838)
- Gusti Gede Ngurah Karangasem (1838–1849)
- Gusti Made Jungutan alias Gusti Made Karangasem (1849-1850)
- Gusti Gede Putu (como gobernante subordinado, 1850-1893)
- Gusti Gede Oka (como gobernante subordinado, 1850-1890)
- Gusti Gede Jelantik (1890–1908)
- Anak Agung Agung Anglurah Ketut Karangasem (1908-1966)
- Anak Agung Agung Made Jelantik (como cabeza de la gran familia de Puri Agung Karangasem, 1967-2007)[7]
- Anak Agung Agung Gede Putra Agung (como cabeza de la gran familia de Puri Agung Karangasem, 2009-2023)[8]